# Place de l'Abbé-Jean-Lebeuf
La place de l’Abbé-Jean-Lebeuf est une place du 14e arrondissement de Paris. 

## Origine du nom
Elle porte le nom de l'abbé Jean Lebeuf (1687-1760), prêtre, historien et érudit français, qui fut d'abord chanoine d'Auxerre, avant d'obtenir en 1735 à Paris la mission d'établir le nouveau chant liturgique. Il est l'auteur de L'Histoire de la ville et de tout le diocèse de Paris.

## Historique
Elle a été créée sous le nom de voie AA/14 et a pris son nom actuel en 1986 dans le cadre de l'aménagement de la ZAC Guilleminot-Vercingétorix.

## Bâtiments remarquables et lieux de mémoire

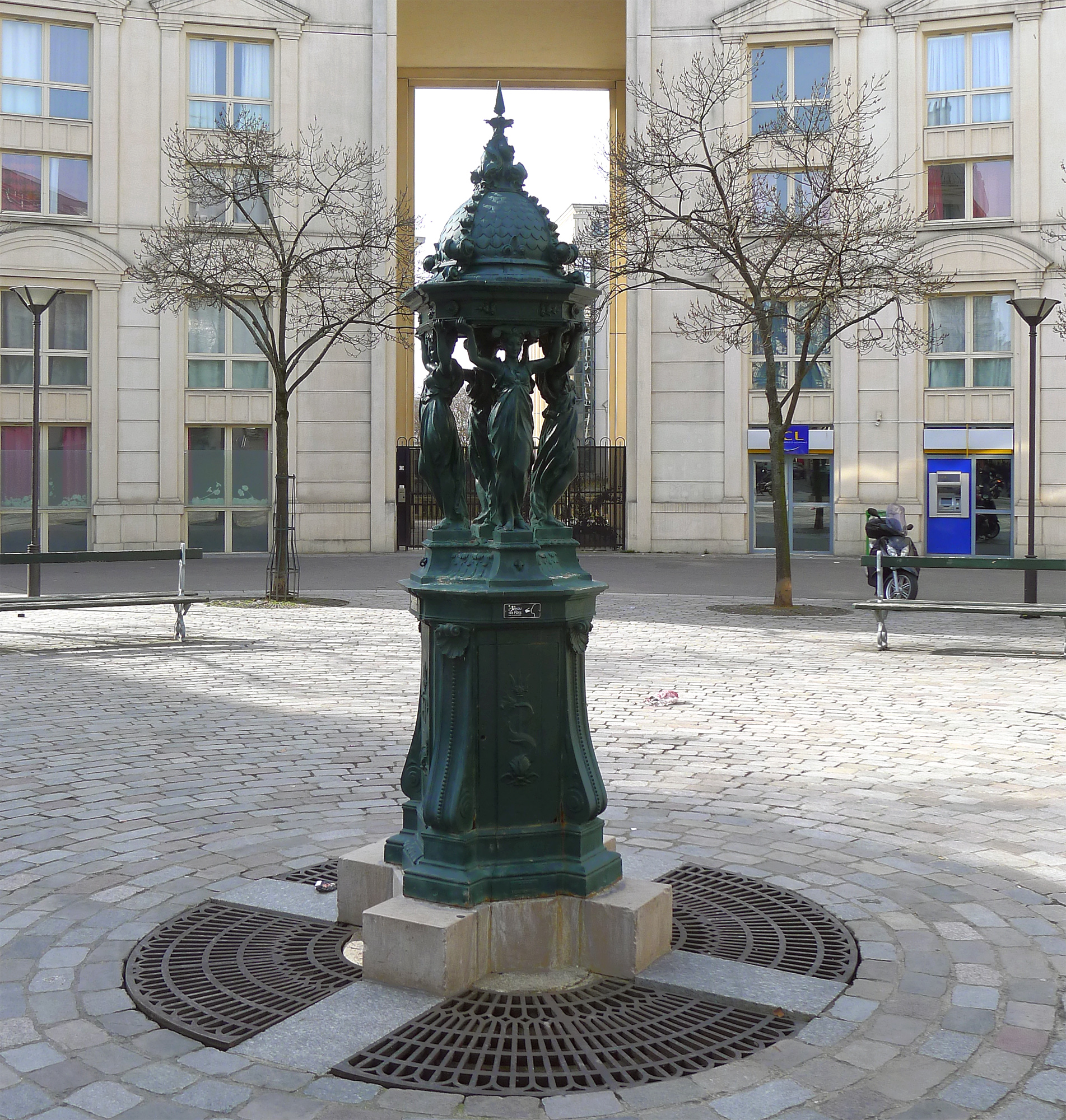
Fontaine Wallace de la place.